# Laulne
Laulne è un comune franc
ese di 159 abitanti situato nel dipartimento della Manica nella regione della Normandia.

## Società

### Evoluzione demografica
Abitanti censiti